# Hanniwka
Hanniwka (ukrainisch Ганнівка; russisch Анновка/Annowka) ist eine Siedlung städtischen Typs im Westen der ukrainischen Oblast Luhansk mit etwa 270 Einwohnern.

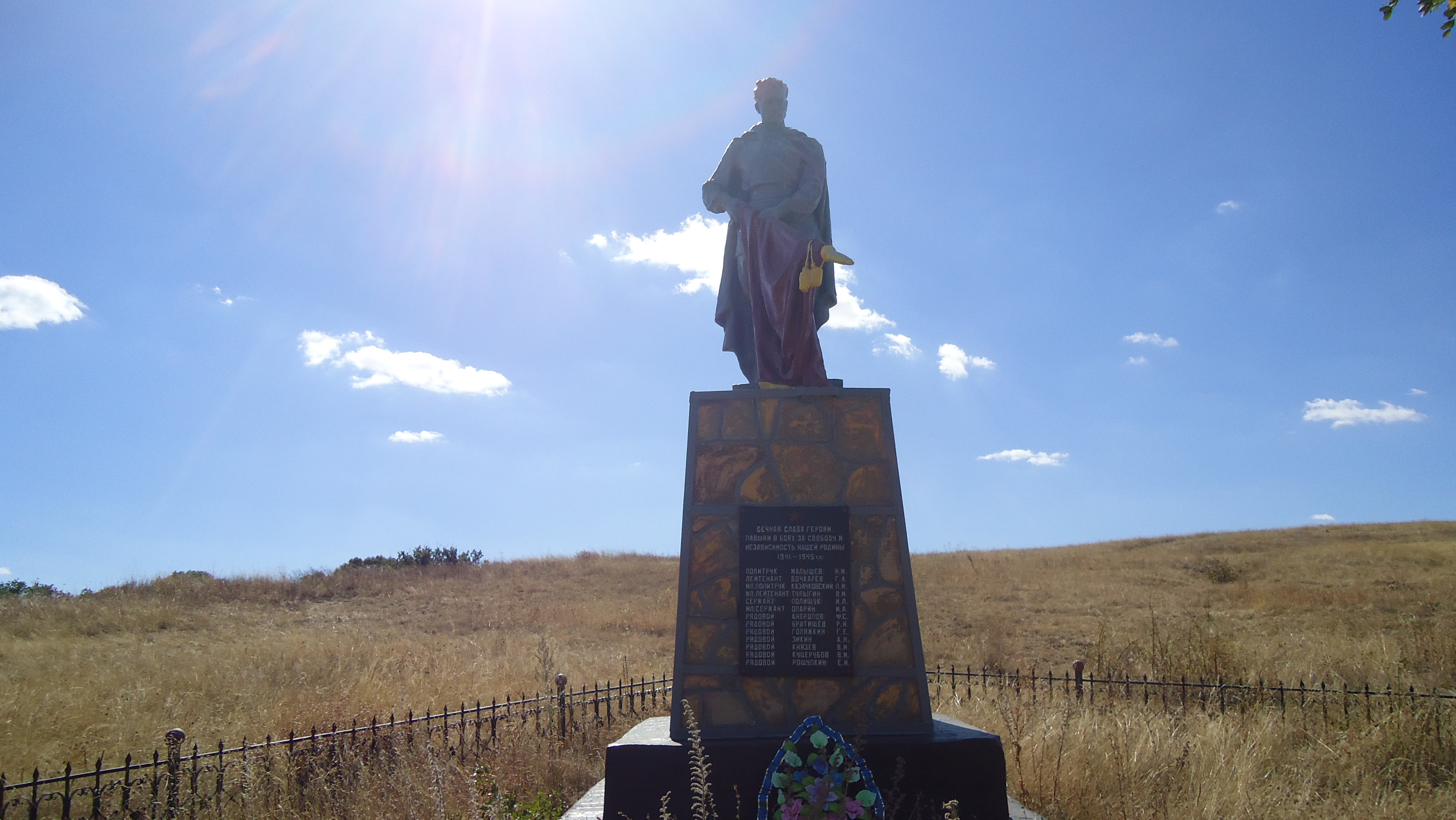
Denkmal im Ort

Der Ort gehörte bis 2020 administrativ zur Stadtgemeinde der 9 Kilometer nordöstlich liegenden Stadt Brjanka und gehörte hier zur Siedlungsratsgemeinde von Juschna Lomuwatka (5 Kilometer südlich), die Oblasthauptstadt Luhansk befindet sich 55 Kilometer östlich des Ortes, durch den Ort fließt der Fluss Lomuwatka (Ломуватка).
Hanniwka wurde im 18. Jahrhundert gegründet (unter dem Namen Annenskoje) und 1965 zur Siedlung städtischen Typs erhoben, seit Sommer 2014 ist der Ort im Verlauf des Ukrainekrieges durch Separatisten der Volksrepublik Lugansk besetzt.

## Verwaltungsgliederung
Am 12. Juni 2020 wurde die Siedlung ein Teil der neugegründeten Stadtgemeinde Kadijiwka, bis war die Siedlung ein Teil der Siedlungsratsgemeinde Juschna Lomuwatka als Teil der Stadtratsgemeinde Brjanka direkt unter Oblastverwaltung stehend.
Am 17. Juli 2020 wurde der Ort ein Teil des Rajons Altschewsk.